# Александрос Отонеос
Алѐксандрос Отонѐос (на гръцки: Αλέξανδρος Οθωναίος) е гръцки военен, революционер, деец на гръцката въоръжена пропаганда в Македония, който за кратко в 1933 година е министър-председател на страната.

## Биография
Роден е в Гитио, Мани, в 1879 година. Учи в гръцката военна академия. Присъединява се към гръцката въоръжена пропаганда като капитан на чета и приема псевдонима Палмидис (Παλμίδης). Член е на Военния съюз, осъществил преврата в Гуди.
Участва в Балканските войни. По време на Първата световна война подкрепя Елефтериос Венизелос и е командир на Седми критски полк на Македонския фронт. В 1919 година като полковник участва в експедицията на Антантата в Украйна. По-късно е назначен за командир на дивизия Кидоние и участва в окупацията на Смирна и в първия етап на Гръцко-турската война. След изборната загуба на Венизелос в 1920 година е уволнен от армията и бяга в Истанбул, където се присъединява към венизелистките офицери в изгнание.
След катастрофалното поражение във войната и евакуацията на гръцките части от Мала Азия и военния бунт на полковник Николаос Пластирас, Отонеос е върнат на служба. Оглавява военния трибунал, който осъжда няколко от видните лидери на антивенизелисткия лагер на смърт в известния Процес на шестимата. Повишен е в генерал-лейтенант в 1923 година и командва ІІ и ІІІ армейски корпус. След преврата на генерал Теодорос Пангалос в 1925 година подава оставка.
Връща се в армията в 1928 година като шеф на Втори армейски инспекторат. От 6 до 10 март 1933 година Отонеос оглавява военното правителство, което е формирано, за да се справи с опита за преврат на Пластирас. Отонеос отново е уволнен от армията, заедно с много други републиканци венизелисти след новия опит за преврат на Пластирас в 1935 година.
След възстановяването на монархията и установяването на диктатурата на Йоанис Метаксас Отонеос се оттегля от политическа дейност.
През октомври 1944 година, след освобождението на страната е обявен за главнокомандващ, но скоро още в същата година подава оставка.